# Figueira (Lamego)
Figueira é uma povoação portuguesa sede da Freguesia de Figueira do Município de Lamego, freguesia com 4,55 km² de área e 279 habitantes (censo de 2021), tendo, por isso, uma densidade populacional de 61,3 hab./km².
É considerada uma das freguesias com importante produção de vinho.
Foi sede de um concelho extinto no reinado de D. Fernando, passando a partir daí, para o atual concelho.

## Demografia
A população registada nos censos foi:
| Distribuição da População por Grupos Etários | Distribuição da População por Grupos Etários | Distribuição da População por Grupos Etários | Distribuição da População por Grupos Etários | Distribuição da População por Grupos Etários |
| -------------------------------------------- | -------------------------------------------- | -------------------------------------------- | -------------------------------------------- | -------------------------------------------- |
| Ano                                          | 0-14 Anos                                    | 15-24 Anos                                   | 25-64 Anos                                   | > 65 Anos                                    |
| 2001                                         | 60                                           | 75                                           | 205                                          | 81                                           |
| 2011                                         | 36                                           | 32                                           | 188                                          | 86                                           |
| 2021                                         | 21                                           | 26                                           | 143                                          | 89                                           |

## Património
- Capela de São Mamede
- Quinta da Granja